# Les Malheurs d’Orphée
Les Malheurs d'Orphée är en opera i tre akter av Darius Milhaud med text av Armand Lunel.

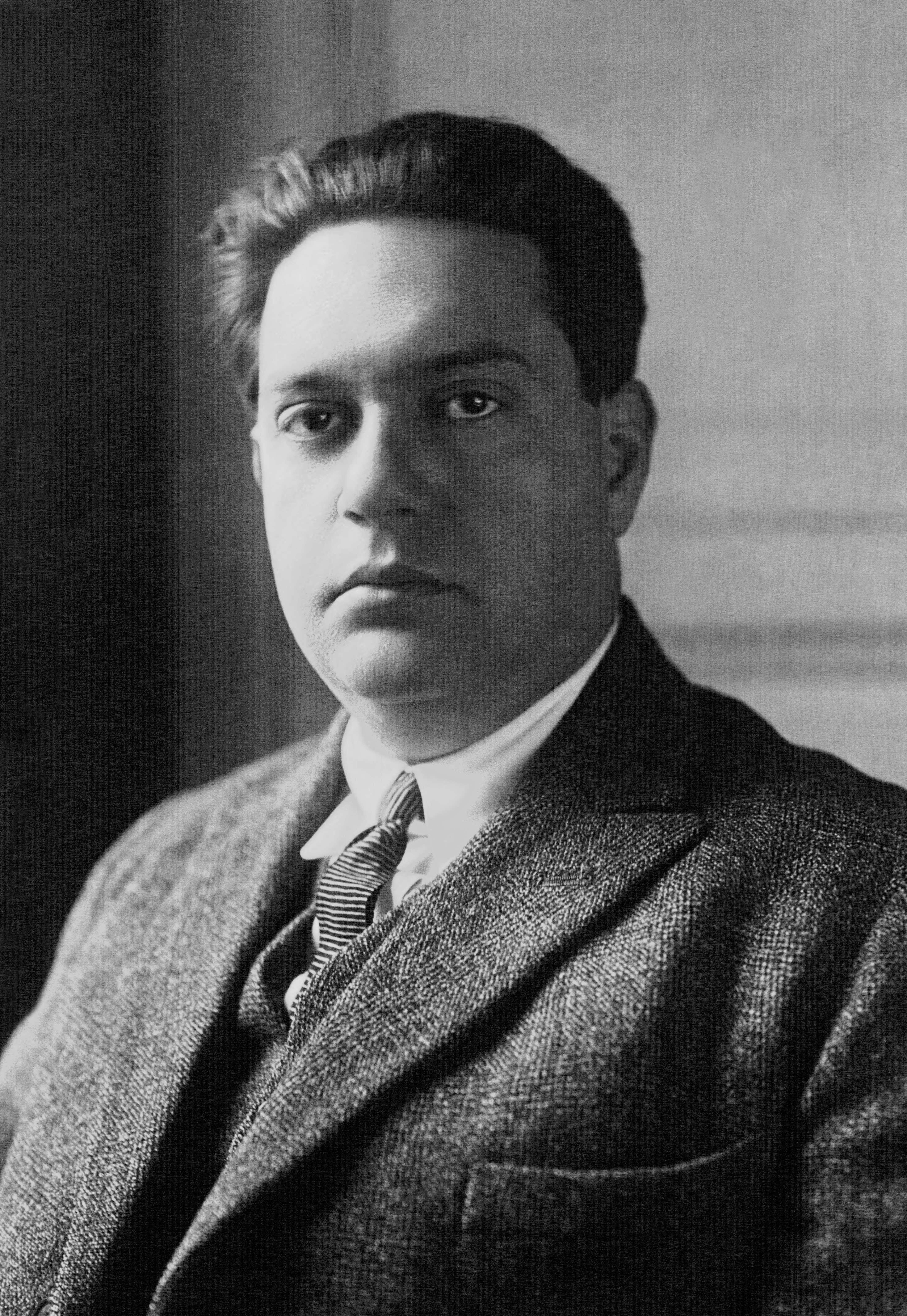
Darius Milhaud

## Historia
Operan kom till på uppmaning av Milhauds mecenat, furstinnan Winnaretta Polignac, som uppmuntrade unga, begåvade konstnärer att skapa verk för hennes privata teater, däribland Manuel de Falla (Mäster Pedros marionetter) och Igor Stravinskij (Le Renard). Milhauds opera är en kammaropera med två personer, en liten kör och en orkester på tolv personer. Den framfördes första gången 1924 privat hos furstinnan Polignac. Den officiella premiären ägde rum på Théatre de la Monnaie i Bryssel 7 maj 1926.

## Personer
- Orphée/Orfeus (Baryton)
- Eurydice/Eurydike (Sopran)
- Smeden (Tenor)
- Vagnmakaren (Baryton)
- Korgflätaren (Bas)
- Räven (Sopran)
- Vargen (Mezzosopran)
- Vildsvinet (Tenor)
- Björnen (Bas)
- Zigenerskor, Eurydikes systrar (Sopraner)
- Hennes yngre och äldre systrar (kör)

## Handling
I denna version om sägnen om Orfeus och Eurydike är Orfeus en man som botar djur i Provence och hans älskade Eurydike är en zigenerska. Hon har lämnat din familj som är emot äktenskapet. Fastän han kan hjälpa djuren kan han dock inte göra något då Eurydike dukar under för en mystisk sjukdom och dör. Hon överlämnar sin man i djurens värld och de följer den sörjande Orfeus till hennes sista vilorum. Han återupptar sitt gamla arbete med att samla läkeörter, men då kommer tre zigenerskor och vill hämnas sin systers död. Orfeus gör inget motstånd eftersom han längtar efter att återförenas med Eurydike i döden. De erkänner att "han älskade henne för mycket".